# William Feneley
William Feneley (ur. 13 lipca 1999 w Norwich) – angielski narciarz dowolny specjalizujący się w jeździe po muldach, olimpijczyk z Pekinu 2022.
Mieszka w Fakenham.

## Kariera
Początkowo uprawiał narciarstwo alpejskie. Narciarstwo dowolne rozpoczął od jazdy po slopestyle. W wieku 15 lat wyjechał do Australii, gdzie zapisał się do The Mogul Skiing Academy, rozpoczynając jazdę po muldach. W 2019 zadebiutował w tej konkurencji na mistrzostwach świata.
Uprawiał także gimnastykę artystyczną. Jego największym sukcesem w tej dyscyplinie jest 3. miejsce na mistrzostwach kraju.

## Udział w zawodach międzynarodowych
| Impreza                     | Rok  | Gospodarz            | Konkurencja    | Miejsce |                      |      |       |                  |     |
| --------------------------- | ---- | -------------------- | -------------- | ------- | -------------------- | ---- | ----- | ---------------- | --- |
| Impreza                     | Rok  | Gospodarz            | Konkurencja    | Miejsce | Igrzyska olimpijskie | 2022 | Pekin | jazda po muldach | 27. |
| Mistrzostwa świata          | 2019 | Deer Valley          | muldy          | DNF     |                      |      |       |                  |     |
| Mistrzostwa świata          | 2019 | Deer Valley          | muldy podwójne | DNF     |                      |      |       |                  |     |
| Mistrzostwa świata          | 2021 | Ałmaty               | muldy          | 24.     |                      |      |       |                  |     |
| Mistrzostwa świata          | 2021 | Ałmaty               | muldy podwójne | 29.     |                      |      |       |                  |     |
| Mistrzostwa świata juniorów | 2014 | Chiesa in Valmalenco | muldy          | 30.     |                      |      |       |                  |     |
| Mistrzostwa świata juniorów | 2014 | Chiesa in Valmalenco | muldy podwójne | 34.     |                      |      |       |                  |     |
| Mistrzostwa świata juniorów | 2015 | Chiesa in Valmalenco | muldy          | 21.     |                      |      |       |                  |     |
| Mistrzostwa świata juniorów | 2015 | Chiesa in Valmalenco | muldy podwójne | 21.     |                      |      |       |                  |     |
| Mistrzostwa świata juniorów | 2016 | Åre                  | muldy          | 29.     |                      |      |       |                  |     |
| Mistrzostwa świata juniorów | 2016 | Åre                  | muldy podwójne | 27.     |                      |      |       |                  |     |
| Mistrzostwa świata juniorów | 2017 | Chiesa in Valmalenco | muldy          | 27.     |                      |      |       |                  |     |
| Mistrzostwa świata juniorów | 2017 | Chiesa in Valmalenco | muldy podwójne | 35.     |                      |      |       |                  |     |
| Mistrzostwa świata juniorów | 2018 | Duved                | muldy          | 22.     |                      |      |       |                  |     |
| Mistrzostwa świata juniorów | 2018 | Duved                | muldy podwójne | 35.     |                      |      |       |                  |     |
| Mistrzostwa świata juniorów | 2019 | Chiesa in Valmalenco | muldy          | 16.     |                      |      |       |                  |     |
| Mistrzostwa świata juniorów | 2019 | Chiesa in Valmalenco | muldy podwójne | 10.     |                      |      |       |                  |     |